# Lady Be Good (літак)
Lady Be Good — бомбардувальник B-24D Liberator, який безслідно зник під час свого першого бойового завдання в роки Другої світової війни. Літак 376-ї групи бомбардувальників Повітряних сил армії США разом із дев'ятьма чоловіками екіпажу 4 квітня 1943 року не повернувся на свою базу в Лівії після бомбардування Неаполя. Спочатку вважалося, що він впав у Середземне море, однак у листопаді 1958 року його уламки було випадково виявлено в Лівійській пустелі у 710 км углиб країни та ідентифіковано в березні 1959 року.
Як показало розслідування екіпаж не зрозумів, що пролетів над своєю авіабазою під час піщаної бурі і багато годин продовжував політ на південь. Коли закінчилося паливо, екіпаж вистрибнув з парашутами і загинув у пустелі, намагаючись дістатися безпечного місця. Рештки усіх членів екіпажу, крім одного, були знайдені в період з лютого по серпень 1960 року.
Lady Be Good частково розібрали на запчастини для використання в інших літаках, а більшість уламків літака було вилучено з місця катастрофи в серпні 1994 року та доставлено на базу ПС Лівії для зберігання.

## Обставини

### Передумови
У 1943 році «Lady Be Good» була новим бомбардувальником B-24D Liberator, який щойно 25 березня прибув до 514-ї бомбардувальної ескадрильї ПС США. Ця ескадрилья входила до 376-ї групи важких бомбардувальників і базувалася на аеродромі Солух-Філд у Солух, Лівія. Літак мав серійний номер AAF 41-24301 і груповий ідентифікаційний номер 64, намальований трафаретом на носі. Його назва, «Lady Be Good», була намальована вручну на правому борту носової частини.
Екіпаж «Lady Be Good» також був новим і прибув до Лівії лише 18 березня, тиждень тому. 4 квітня вони здійснили свій перший і останній політ у групі з двадцяти п'яти B-24. Метою польоту було бомбардування гавані Неаполя. Бомбардувальники йшли у дві хвилі — дванадцять у першій і тринадцять, включаючи «Lady Be Good», у другій. Після атаки всі літаки повинні були повернутися на свої бази в Північній Африці.

## Екіпаж

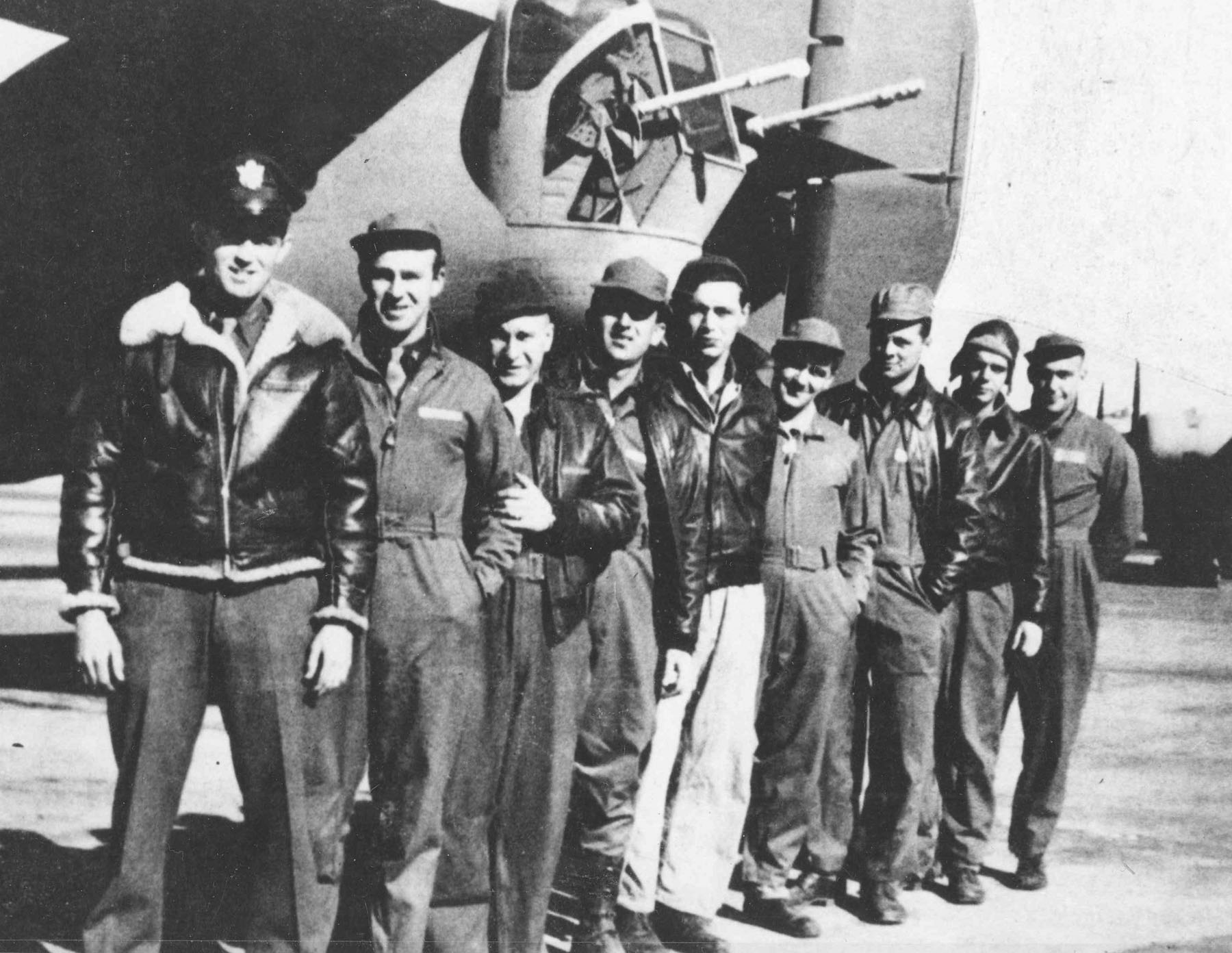
Команда «Lady Be Good». Зліва направо: Гаттон, Тонер, Гейс, Воравка, Ріпслігнер, Ламотт, Шеллі, Мур, Адамс.

На борту «Lady Be Good» перебували:
- перший лейтенант Вільям Гаттон (William J. Hatton), пілот
- другий лейтенант Роберт Тонер (Robert F. Toner), другий пілот
- другий лейтенант Діпі Гейс (Dp (sic) Hays), штурман
- другий лейтенант Джон Воравка (John S. Woravka), бомбардир
- технік-сержант Гарольд Ріпслінгер (Harold J. Ripslinger), бортінженер
- технік-сержант Роберт Ламотт (Robert E. LaMotte), радист
- штаб-сержант Гай Шеллі (Guy E. Shelley), стрілець / другий бортінженер
- штаб-сержант Вернон Мур (Vernon L. Moore), стрілець / другий радист
- штаб-сержант Семюел Адамс (Samuel R. Adams), стрілець

### Операція
«Lady Be Good» вилетіла з Солух-Філд поблизу Бенгазі о 14:15, однією з останніх літаків другої хвилі, приєдналася до строю та продовжила курс до Неаполя. Однак через піщану бурю вісім B-24 повернулися в Солух, продовжили операцію лише чотири літаки. Коли о 19:50 вони прибули у небо над Неаполем на висоті 7600 м, вразити головну ціль через погану видимість не вдалося. Два B-24 атакували другорядну ціль на зворотному шляху, інші два скинули бомби в Середземне море, щоб зменшити вагу та заощадити паливо.

### Зникнення
«Lady Be Good» одна поверталася до своєї бази в Лівії. О 12:12 пілот лейтенант Вільям Гаттон по радіо повідомив, що його радіокомпас не працює, і запитав місцезнаходження бази. Екіпаж пролетів над базою, очевидно, не побачивши сигнальних ракет, випущених, щоб привернути їх увагу. Протягом наступних двох годин вони продовжували рух на південь над Північною Африкою, глибше в пустелю Сахара. О другій годині ночі, коли палива стало критично мало, екіпаж евакуювався з парашутами. Покинута «Lady Be Good» пролетіла ще 26 км, перш ніж здійснила аварійну посадку в піщаному морі Калансіо.
Вважалося, що літак, ймовірно, впав у море. Пошуково-рятувальна місія з Солух-Філд не змогла знайти жодних слідів літака чи його екіпажу, і протягом кількох років зникнення «Lady Be Good» було загадкою.

## Виявлення

### Уламки: 1958

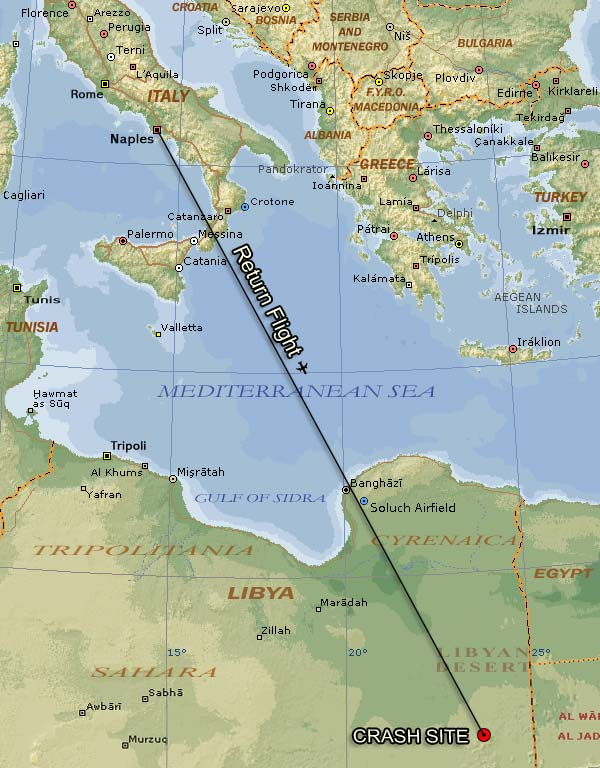
Маршрут повернення літака.

Після того, як екіпаж покинув літак, той продовжив політ на південь. Переважно цілі уламки та докази того, що один двигун все ще працював під час приземлення, свідчать про те, що літак поступово втратив висоту по некрутій траєкторії та врешті приземлився на черево на ровній поверхні пустелі.
Місце аварії вперше виявила 9 листопада 1958 року британська група з British Petroleum, що проводила розвідку нафтових родовищ на північному сході лівійського муніципалітету Куфра. Група зв'язалася з авіабазою Вілус. Втім, база не робила ніяких спроб дослідити це місце, оскільки не існувало ніяких записів про те, що тут був втрачений якийсь літак. Нафторозвідники позначили розташування уламків на картах для групи, яка мала вирушити досліджувати піщане море Калансіо наступного року:25.
27 лютого 1959 року британський нафтовий геодезист Гордон Бауерман і британські геологи Дональд Шерідан і Джон Мартін помітили уламки в 710 км на південний схід від Солуха. Наявність уламків підтвердили авіарозвідки 16 травня і 15 червня 1958 року. 26 травня 1959 з бази Вілус прибула пошукова група.
Літак був розламаний на дві частини, але в іншому зберігся бездоганно, кулемети і радіо були в робочому стані. На борту виявили деякі запаси їжі та води, термос із придатним для пиття чаєм. Ні на борту літака, ні на місці падіння й навколо нього не було виявлено людських останків, і/або парашутів. Більшість доказів на уламках свідчили, що екіпаж вистрибнув з парашутами. У бортовому журналі штурмана другого лейтенанта Гейса, виявленому на борту, не було жодної згадки про події на літаку після того, як екіпаж почав повернення з Неаполя.
|                                   |
| Уламки на місці виявлення у 1958. |

|                                           |
| Ніс з неушкодженою кабіною та кулеметами. |

|                  |
| Хвостова турель. |

|                                  |
| Верхня турель та центр фюзеляжу. |

|                                           |
| Всередниі «Lady Be Good», фото 1960 року. |

### Рештки екіпажу: 1960
У лютому 1960 року армія Сполучених Штатів провела офіційний пошук останків екіпажу. 11 лютого було знайдено п'ять тіл — Гаттона, Тонера, Гейса, ЛаМотта й Адамса. Пошукова команда також виявила докази того, що щонайменше троє членів екіпажу, що вижили, продовжували рух на північ, і припустила, що інші тіла поховані під піщаними дюнами після того, як знайшов.
У травні 1960 року армія та повітряні сили США почали розширені пошуки під назвою «Operation Climax». У цій спільній операції використовували вантажний літак C-130 повітряних сил та два гелікоптери Bell H-13. 12 травня 1960 року група British Petroleum знайшла останки сержанта Шеллі за 38 км на північний захід від перших знайдених п'яти тіл. 17 травня 1960 року гелікоптер армії США знайшов тіло сержанта Ріпслінгера за 42 км на північний захід від тіла Шеллі, понад 320 км від місця катастрофи і в 160 км від авіабази Солух. У серпні 1960 року, вже після завершення операції, інша бригада нафторозвідувачів British Petroleum виявила останки 2-го лейтенанта Воравки.
Останки одного зі стрільців, сержанта Вернона Мура, так і не були офіційно знайдені. Однак слід зазначити, що в 1953 році патруль британської армії під час навчань з перетину пустелі виявив людські останки в тому самому районі, де пізніше були знайдені останки Шеллі та Ріпслінгера. Британці не знали, що в цьому районі зник екіпаж союзників, тому лише зареєстрував факт виявлення людських останків і поховав їх без подальшого дослідження. Припускають, що це й було тіло Мура, але малоймовірно, що його вдасться знову знайти.

## Висновки розслідування
Подальші дослідження останків та особистих речей показали, що вісьмом із дев'яти пілотів вдалося благополучно стрибнути з парашутами у пустелю. Потім вони змогли знайти один одного, стріляючи з револьверів у повітря й пускаючи сигнальні ракети. Однак бомбардира Воравку вони так і не знайшли — його парашут не повністю розкрився, і Воравка загинув внаслідок надто швидкого зниження:38
У щоденнику, знайденому в кишені другого пілота Роберта Тонера, були записані обставини походу екіпажу на північ. Останній запис датовано 11-м квітня 1943. Судячи зі щоденника, на момент евакуації з літака ніхто з чоловіків не знав, що вони летіли над сушею у 640 км вглиб країни:31 — припускають, що темне і порожнє дно пустелі нагадувало відкрите море. Вцілілі члени екіпажу вважали, що знаходяться досить близько від узбережжя Середземного моря. Рухаючись на північ, команда залишала позаду взуття, шматки парашутів, рятувальні жилети та інші предмети, щоб позначити свій шлях для рятувальників.
У щоденнику також говориться, що група виживала вісім днів у пустелі й пройшла 130 км від місця десантування, маючи лише одну флягу води на всіх. Розташування останків п'яти членів екіпажу свідчить, що вони чекали позаду, поки інші троє (Шеллі, Ріпслінгер і Мур) вирушили на північ, щоб спробувати знайти допомогу. Тіло Шеллі знайшли на відстані 32 км від основної групи, Ріпслінгера — у 43 км. Судячи з характерної пози Ріпслінгер помер уночі, намагаючись зігрітись.
Екіпаж міг би вижити, якби знав своє фактичне місцезнаходження. Якби вони прямували на південь, то пройшовши стільки ж, скільки пройшла на північ, могли б досягти оази Вадізіген. До того ж, пройшовши 26 км на південь від місця евакуації, екіпаж міг знайти в пустелі свій літак з запасами води та їжі, хоч і невеликими, і скористатися радіостанцією для виклику допомоги:38

## Пам’ять

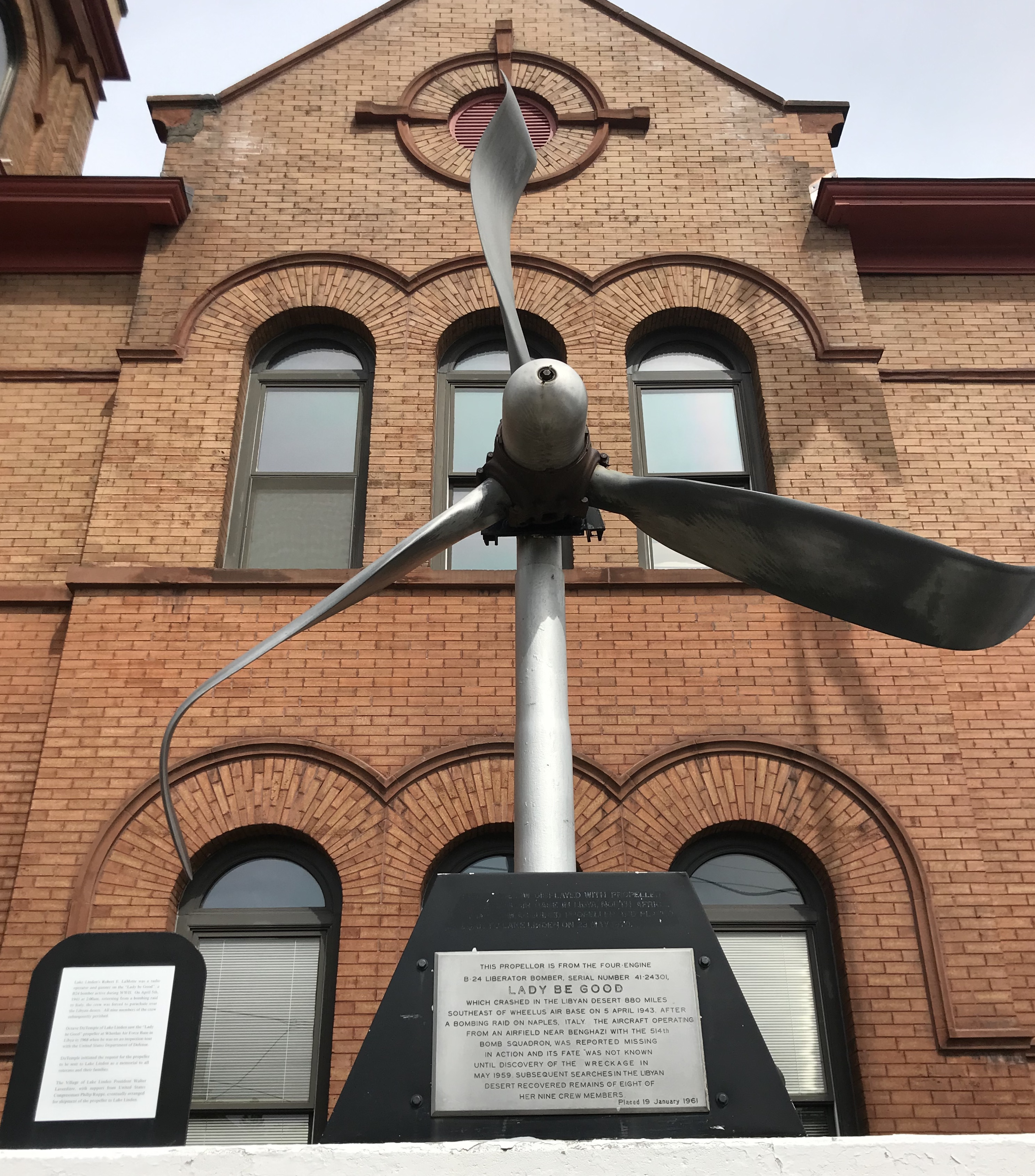
Пошкоджений пропелер «Lady Be Good» у Лейк-Лінден.

Після ідентифікації «Lady Be Good» деякі частини літака повернули до Сполучених Штатів для обслідуванні, решту уламків залишили на місці. У серпні 1994 року залишки машини були знайдені групою під керівництвом доктора Фаделя Алі Мохамеда та доставлені на лівійську військову базу в Тобруку . Зараз вони зберігаються на авіабазі Гамаль Абдер Насер (авіабаза), Лівія.
З роками решту уламків літака позбирали мисливці за сувенірами. Сьогодні деякі частини можна побачити в Національному музеї ПС США. Повітряний гвинт виставлений перед колишнім будинком Роберта Ламота в Лейк-Лінден, Мічиган.
У Інтендантському музеї армії США у Форт-Ґрегг-Адамс, штат Вірджинія, зберігається колекція особистих речей виявлених членів екіпажу – годинники, шовкові аварійні мапи та льотний одяг. Декілька з цих предметів виставлені на експозицію.
Альтиметр і манометр виставлені в Музеї авіації Марч-Філд біля Ріверсайду, Каліфорнія.
Команда Британських ПС відвідала місце аварії в 1968 році і вивезла ряд компонентів для аналізу спеціалістами компанії McDonnell Douglas, включаючи двигун (пізніше переданий ПС США).
Деякі деталі з «Lady Be Good», визнані технічною оцінкою придатними для подальшої роботи, були повторно встановлені на інші літаки. Цікаво, що деякі з цих літаків у подальшому зазнали несподіваних технічних проблем. У C-54, на якому було встановлено декілька сельсинів з «Lady Be Good», вийшов з ладу пропелер, внаслідок чого екіпаж був змушений викинути весь вантаж за борт, щоб безпечно приземлитися. C-47, який отримав радіоприймач, впав у Середземне море. Літак армії США de Havilland Canada DHC-3 Otter, на якому був встановлений підлокітник від «Lady Be Good», потонув у затоці Сідра разом з десятьма людьми на борту. Тіл так і не знайшли, а серед небагатьох деталей літака, які викинуло на берег, був той самий підлокітник.
У каплиці на авіабазі Вілус було встановлено вітраж на честь «Lady Be Good» та її команди. При передачі бази Лівії в 1970 вітраж було перевезено до Національного музею ВПС США.